# بخش گافر و پارامون
بخش گافر و پارامون، یکی از بخش‌های شهرستان بشاگرد در استان هرمزگان ایران است. مرکز این بخش، روستای درنگ مدو است.

## تقسیمات کشوری
- بخش گافر و پارامون
  - دهستان پارامون
  - دهستان گافر

## جمعیت
بر پایه سرشماری عمومی نفوس و مسکن در سال ۱۳۹۵، جمعیت بخش گافر و پارامون برابر با ۷٬۲۶۰ نفر بوده‌است.